# Ferdinando II de' Medici
Ferdinando II de' Medici (Firenze, 14 luglio 1610 – Firenze, 23 maggio 1670), figlio di Cosimo II de' Medici e di Maria Maddalena d'Asburgo, fu il quinto granduca di Toscana dal 1621 al 1670, anno della sua morte.

## Biografia

### Giovinezza
Ferdinando II de' Medici era figlio del granduca Cosimo II e di Maria Maddalena d'Austria. Suo padre morì quando Ferdinando aveva solamente 11 anni. Fino alla maggiore età del piccolo granduca, la Toscana fu affidata alla reggenza della madre e della nonna paterna, Cristina di Lorena, coadiuvate da un consiglio di reggenza:
(Testamento di Cosimo II, Archivio di stato di Firenze, trattati internazionali, XVI, 1)
Il governo delle due reggenti fu pessimo: furono effettuate enormi spese per la mania di lusso delle due donne, si aprirono le porte del governo e della corte ad un gran numero di ecclesiastici incapaci, mentre l'aumento di tasse e balzelli segnò l'inizio della decadenza economica toscana.
In politica estera, Maria Maddalena e Cristina organizzarono il fidanzamento tra Ferdinando, allora tredicenne, e la cugina Vittoria Della Rovere, di appena due anni, ultima erede del Ducato di Urbino, ma non seppero opporsi all'occupazione del piccolo stato marchigiano da parte del papa Urbano VIII alla morte dell'ultimo duca.
Ferdinando ricevette un'educazione accurata, sotto la direzione di entrambe le tutrici e la guida di validi insegnanti, fra i quali Matteo Neroni per la geografia, la storia e la cosmografia e lo scolopio Famiano Michelini, già allievo di Galileo, per la matematica e l'astronomia. Non mancò l'attività fisica e l'addestramento alle arti militari, all'equitazione, alla caccia, come testimonia il prezioso diario lasciato dal suo aiutante di camera Cesare Tinghi, e un'accentuata attenzione alle pratiche religiose e morali, per espressa volontà delle religiosissime granduchesse.
L'educazione fu conclusa nel 1628, quando Ferdinando decise di compiere un lungo viaggio in Italia ed in Europa visitando Roma, Napoli, il santuario di Loreto, Bologna, Ferrara, Venezia, Vienna e Praga, ove incontrò lo zio materno, l'imperatore Ferdinando II d'Asburgo.

### Regno

#### Politica Interna
Tornato dal viaggio, il 14 luglio 1628 Ferdinando II divenne granduca a tutti gli effetti, sebbene nei primi anni rimase forte l'influenza della madre e della nonna sugli affari pubblici e subito si fece amare dai sudditi per il carattere mite e semplice: trovando le finanze dissestate, ridusse considerevolmente le spese di corte, rese l'etichetta più metodica e semplice.
La sua popolarità aumentò ancor di più quando, durante l'epidemia di peste del 1630, a differenza di molti altri membri della nobiltà e del governo, Ferdinando con i suoi fratelli prestò personalmente soccorso alla popolazione; tuttavia, nonostante l'impegno e le cautele per prevenire il contagio, quali la limitazione degli ingressi alle frontiere, l'epidemia falcidiò circa il 10 % della popolazione del Granducato, provocando forti scompensi economici.
Durante il suo lungo regno, Ferdinando volle condividere il potere con i fratelli, Giovan Carlo, Mattias e Leopoldo, con i quali stabilì un'ottima collaborazione e che gli furono sempre vicini.
Nonostante l'impegno e la capacità riconosciuta da molti storici, il regno di Ferdinando II vide i primi segnali di decadenza dell'economia toscana, dovuti principalmente ai danni della peste del 1630 e alla disastrosa congiuntura economico e politica internazionale, culminata con l'oneroso intervento toscano nel corso della guerra di Castro.
In ogni caso, Ferdinando proseguì le opere di bonifica della Chiana, curò la produzione agricola, in particolare quella di vini, oli e di seta greggia, ridusse sensibilmente i dazi interni e tentò di abbattere le barriere corporativistiche che limitavano lo sviluppo dell'industria della lana e della seta. Si ricorda infatti che, il 27 dicembre 1662, quando un auditore dell'arte della lana di Firenze, protestava presso il granduca chiedendo di pubblicare un bando contro l'esercizio delle manifatture tessili del contado, Ferdinando II rifiutò il bando scrivendo quanto segue:
(F. Martelli, La Comunità di Pontassieve e i suoi lanaioli, p. 94)
Infine, per far fronte alla grave situazione finanziaria, il granduca tentò di riordinare il sistema fiscale e smantellò nel 1649 parte della marina da guerra.
Inoltre nel 1626 istituì sul Montalbano il Barco reale.

#### Politica estera
In politica estera Ferdinando II si mosse sempre con estrema cautela, cercando di bilanciarsi tra Francia e Spagna: nel 1635 cercò vanamente di creare una lega di stati italiani che potesse opporsi alle due potenze; nel 1643 entrò nella seconda guerra di Castro per impedire un rafforzamento dello Stato Pontificio ai confini meridionali del Granducato.
La guerra comportò fortissime spese e prosciugò l'erario, tanto che, per raccogliere maggiori fondi in prestito, il Granduca dovette pagare un interesse assai oneroso, mentre in alcune zone agricole ritornò in auge la pratica del baratto a causa dei forti problemi monetari.
Sotto il suo regno il territorio del Granducato fu lievemente allargato, attraverso le compere della contea di Santa Fiora (1633) da un discendente degli Sforza e di Pontremoli (1649), pagata 50.000 fiorini d'oro alla Spagna.

#### Mecenatismo
Sinceramente interessato alla scienza sin dall'infanzia, il Granduca fu solito tenere a Palazzo Pitti barometri, termometri ed altri strumenti tecnologici per il proprio diletto; fu munifico mecenate di ricercatori come Galileo Galilei, Evangelista Torricelli e Vincenzo Viviani, non disdegnandosi di dedicarsi personalmente a studi sull'incubazione artificiale delle galline ed a miglioramenti del termometro.
Nel 1642 fondò l'Accademia Medicea Sperimentale, dalla quale prese origine l'Accademia del Cimento, ideata dal fratello Leopoldo nel 1657, la prima società scientifica europea di carattere sperimentale. Nel 1654 inaugurò il primo servizio meteorologico del mondo con l'ausilio del gesuita Luigi Antinori. Incoraggia e sostiene le ricerche di Francesco Redi, padre della biologia e medico personale dei granduchi.
Nel 1633, durante il suo granducato, fu intentato il processo dell'Inquisizione a carico di Galileo Galilei, per il quale Ferdinando si adoperò energicamente affinché lo scienziato pisano fosse riconosciuto innocente e lasciato libero di proseguire i propri studi. Dopo la condanna di Galileo Ferdinando perseguì cautamente l'obiettivo di una sua revoca o attenuazione.
Infine, il granduca arricchì le importanti collezioni di quadri, antichità, pietre dure, oreficeria e sculture già iniziate dai suoi predecessori, specialmente a seguito dell'arrivo delle raccolte provenienti dai duchi di Urbino, di cui la granduchessa Vittoria era l'ultima discendente, che comprendevano tra l'altro la celebre Venere di Tiziano e il ritratto di Giulio II di Raffaello.

### Matrimonio
Ferdinando II sposò Vittoria Della Rovere; fu un matrimonio sostanzialmente infelice a causa delle differenze di carattere e di interessi dei due. Ferdinando era un uomo allegro, interessato alla scienza; Vittoria era una donna religiosa e di costumi austeri. La coppia ebbe diversi figli: un primo maschio, Cosimo ("Cosimino"), morì non molto dopo il parto, nel 1639 (ne resta un ritratto di Giusto Suttermans alle cappelle Medicee). Successivamente, nel 1641, nacque una figlia, che morì quasi subito, prima ancora di ricevere un nome ed essere battezzata. I primi screzi con Vittoria si ebbero alla nascita di quello che sarebbe stato il terzo figlio e che fu poi l'erede al trono granducale, Cosimo, nato nel 1642, al quale il padre voleva dare un'educazione più politica e scientifica, mentre la madre voleva, ed ottenne, che fosse educato da religiosi.
Il quarto ed ultimo figlio della coppia, Francesco Maria, nacque dopo molti anni, nel 1660.

### Morte
Nel 1626 Ferdinando aveva contratto il vaiolo, fatto documentato da una serie di ritratti di Justus Sustermans.
Ferdinando II morì il 23 maggio del 1670 per un ictus a seguito di un aggravamento dell'idropisia che da tempo lo affliggeva; fu sontuosamente seppellito nella cappella della basilica di San Lorenzo; alla sua morte la popolazione del Granducato contava 730.598 anime.
Nel 1857, durante una prima ricognizione delle salme dei Medici, così venne ritrovato il suo corpo:

## Ferdinando e la scienza
A partire dalla metà degli anni quaranta del Seicento, il Granduca avviò a corte un'attività informale di sperimentazione. Furono realizzate esperienze con i primi termometri mai costruiti, fu misurata l'umidità dell'aria con l'igrometro a condensazione, "la gravezza o la leggerezza d'una cosa liquida" con l'areometro. Nel 1644, nella serra degli agrumi del Giardino di Boboli fu sperimentata una sorta d'incubatrice artificiale per far nascere i pulcini, basata sulla temperatura rilevata con un termometro sessantigrado posto sotto una gallina che covava. Queste attività sperimentali costituiscono la premessa dalla quale prese avvio l'Accademia del Cimento, fondata nel 1657 dal fratello Leopoldo (1617-1675).
Sostenne Galileo (1564-1642) e ne incoraggiò le ricerche. Durante il processo del 1633, si adoperò energicamente perché lo scienziato pisano fosse riconosciuto innocente e lasciato libero di proseguire i propri studi. Dopo la condanna di Galileo perseguì cautamente l'obiettivo di una sua revoca o attenuazione.

## Ascendenza
|                           |                        |                       | Genitori                         |  |  | Nonni |  |  | Bisnonni            |  |  | Trisnonni                 |  |
|                           |                        |                       |                                  |  |  |       |  |  | Cosimo I de' Medici |  |  | Giovanni delle Bande Nere |  |
|                           |                        |                       |                                  |  |  |       |  |  | Cosimo I de' Medici |  |  | Giovanni delle Bande Nere |  |
|                           |                        | Maria Salviati        |                                  |  |  |       |  |  | Cosimo I de' Medici |  |  |                           |  |
| Ferdinando I de' Medici   |                        |                       |                                  |  |  |       |  |  | Cosimo I de' Medici |  |  |                           |  |
|                           |                        | Eleonora di Toledo    | Pedro Álvarez de Toledo y Zúñiga |  |  |       |  |  |                     |  |  |                           |  |
|                           |                        | Eleonora di Toledo    | Pedro Álvarez de Toledo y Zúñiga |  |  |       |  |  |                     |  |  |                           |  |
|                           |                        | Eleonora di Toledo    | María Osorio y Pimentel          |  |  |       |  |  |                     |  |  |                           |  |
| Cosimo II de' Medici      |                        | Eleonora di Toledo    |                                  |  |  |       |  |  |                     |  |  |                           |  |
|                           |                        | Carlo III di Lorena   | Francesco I di Lorena            |  |  |       |  |  |                     |  |  |                           |  |
|                           |                        | Carlo III di Lorena   | Francesco I di Lorena            |  |  |       |  |  |                     |  |  |                           |  |
|                           |                        | Carlo III di Lorena   | Cristina di Danimarca            |  |  |       |  |  |                     |  |  |                           |  |
| Cristina di Lorena        |                        | Carlo III di Lorena   |                                  |  |  |       |  |  |                     |  |  |                           |  |
|                           |                        | Claudia di Valois     | Enrico II di Francia             |  |  |       |  |  |                     |  |  |                           |  |
|                           |                        | Claudia di Valois     | Enrico II di Francia             |  |  |       |  |  |                     |  |  |                           |  |
|                           |                        | Claudia di Valois     | Caterina de' Medici              |  |  |       |  |  |                     |  |  |                           |  |
| Ferdinando II de' Medici  |                        | Claudia di Valois     |                                  |  |  |       |  |  |                     |  |  |                           |  |
|                           | Ferdinando I d'Asburgo | Filippo I d'Asburgo   |                                  |  |  |       |  |  |                     |  |  |                           |  |
|                           | Ferdinando I d'Asburgo | Filippo I d'Asburgo   |                                  |  |  |       |  |  |                     |  |  |                           |  |
|                           | Ferdinando I d'Asburgo | Giovanna di Castiglia |                                  |  |  |       |  |  |                     |  |  |                           |  |
| Carlo II d'Austria        | Ferdinando I d'Asburgo |                       |                                  |  |  |       |  |  |                     |  |  |                           |  |
|                           |                        | Anna Jagellone        | Ladislao II di Boemia            |  |  |       |  |  |                     |  |  |                           |  |
|                           |                        | Anna Jagellone        | Ladislao II di Boemia            |  |  |       |  |  |                     |  |  |                           |  |
|                           |                        | Anna Jagellone        | Anna di Foix-Candale             |  |  |       |  |  |                     |  |  |                           |  |
| Maria Maddalena d'Austria |                        | Anna Jagellone        |                                  |  |  |       |  |  |                     |  |  |                           |  |
|                           |                        | Alberto V di Baviera  | Guglielmo IV di Baviera          |  |  |       |  |  |                     |  |  |                           |  |
|                           |                        | Alberto V di Baviera  | Guglielmo IV di Baviera          |  |  |       |  |  |                     |  |  |                           |  |
|                           |                        | Alberto V di Baviera  | Maria Giacomina di Baden         |  |  |       |  |  |                     |  |  |                           |  |
| Maria Anna di Baviera     |                        | Alberto V di Baviera  |                                  |  |  |       |  |  |                     |  |  |                           |  |
|                           |                        | Anna d'Austria        | Ferdinando I d'Asburgo           |  |  |       |  |  |                     |  |  |                           |  |
|                           |                        | Anna d'Austria        | Ferdinando I d'Asburgo           |  |  |       |  |  |                     |  |  |                           |  |
|                           |                        | Anna d'Austria        | Anna Jagellone                   |  |  |       |  |  |                     |  |  |                           |  |
|                           |                        | Anna d'Austria        |                                  |  |  |       |  |  |                     |  |  |                           |  |

### Ascendenza patrilineare
1. Medico di Potrone, 1046-1102
2. Bono di Potrone, 1069-1123
3. Bernardo di Potrone, 1099-1147
4. Giambuono de' Medici, 1131-1192
5. Chiarissimo de' Medici, 1167-1210, legato a Siena
6. Filippo de' Medici, detto "Lippo", ?-?
7. Averardo de' Medici, morto nel 1286
8. Averardo de' Medici, morto nel 1318, gonfaloniere di Giustizia (1314)
9. Salvestro de' Medici, detto "Chiarissimo", morto nel 1319, legato a Venezia
10. Averardo de' Medici, detto "Bicci", morto nel 1363
11. Giovanni di Bicci de' Medici, 1360-1429
12. Lorenzo di Giovanni de' Medici, 1395-1440
13. Pierfrancesco di Lorenzo de' Medici, 1430-1476
14. Giovanni di Pierfrancesco de' Medici, 1467-1498
15. Giovanni delle Bande Nere, 1498-1526
16. Cosimo I de' Medici, granduca di Toscana, 1519-1574
17. Ferdinando I de' Medici, granduca di Toscana, 1549-1609
18. Cosimo II de' Medici, granduca di Toscana, 1590-1621
19. Ferdinando II de' Medici, granduca di Toscana, 1610-1670